# Bar Rahav

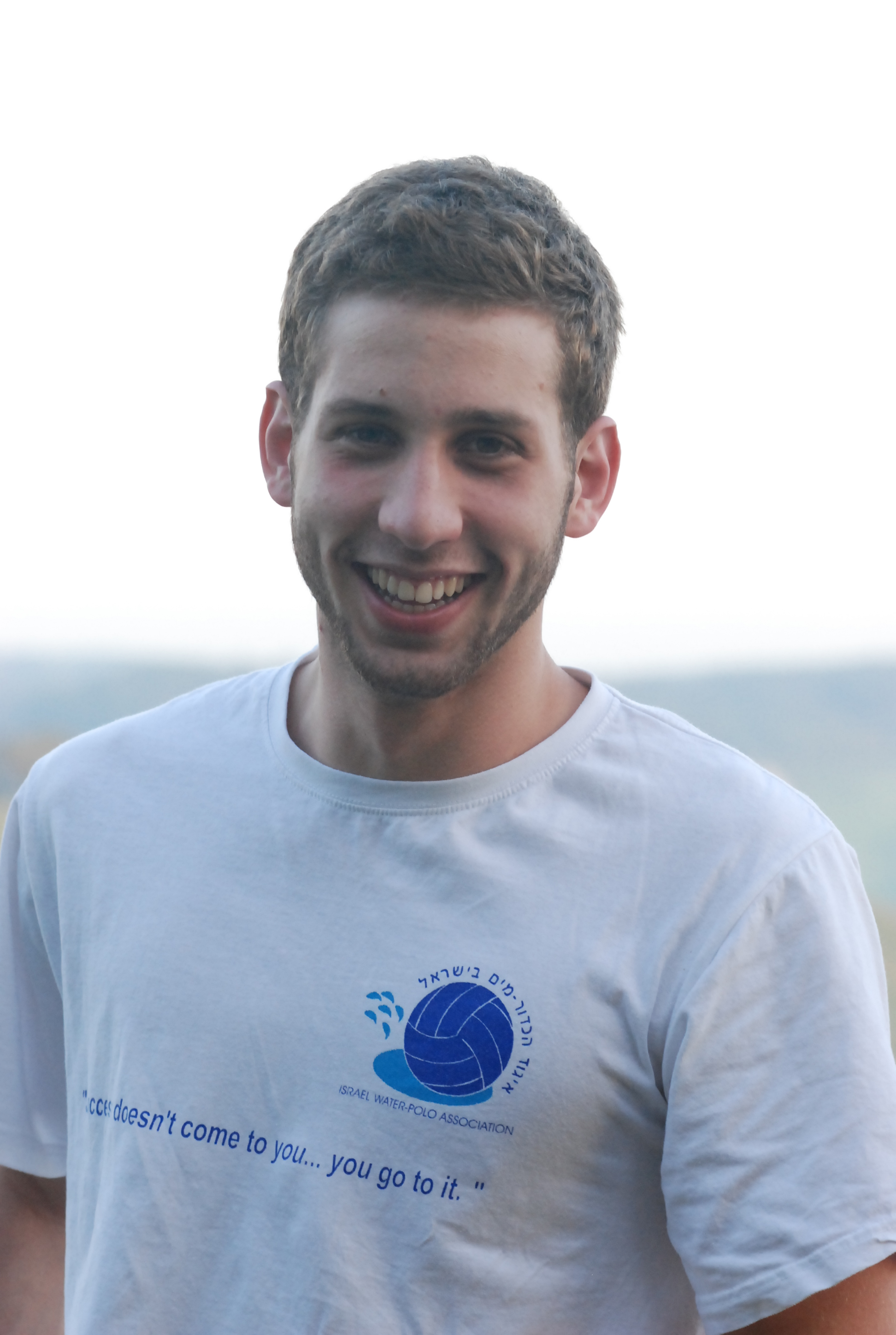

Bar Rahav (hebräisch בר רהב; * 26. Juni 1993; † 19. Juli 2014) war ein israelischer Wasserballspieler.

## Leben und Karriere
Rahav Rahav wurde im Dorf Ramat Yishai in der Jesreelebene geboren und wuchs dort auf. Zur Schule ging er in Nahalal. Als Kind lernte er schwimmen  und trat der Schwimmmannschaft in Kiryat Tivon bei. Danach schloss er sich dem Wasserballteam „Hapoel Kiryat Tivon“ an. Er spielte in der National Water Polo League. In der Saison 2010/2011 holte er mit seiner Mannschaft das Double (Landesmeisterschaft und Landespokal). Er spielte für die israelische Jugendnationalmannschaft. Später wurde er in die israelische Nationalmannschaft berufen und vertrat das Land bei internationalen Turnieren. Er nahm an den Qualifikationsspielen zur Europameisterschaft 2012 teil, die 2010–2011 stattfanden. Er erzielte für die Mannschaft ein Tor.
Mit 18 Jahren war er vor die Entscheidung für ein Leben als Profisportler oder als Berufssoldat gestellt und entschied sich fürs Militär. Am 19. Juli 2014 wurde Rahav bei einer Bodenoffensive der israelischen Armee im Gazastreifen von einer von der Hamas abgefeuerten Panzerabwehrrakete getötet.